# Idolomantis diabolica
La mantis diabòlica o flor del diable (Idolomantis diabolica) és una espècie de mantodeu de la família Empusidae, únic exemplar del gènere Idolomantis. És l'espècie més gran de totes, ja que les femelles poden arribar als 13 cm i els mascles als 11 cm. El seu magnífic estirament li permet agafar l'aparença d'una flor. D'aquesta manera s'espera fins que arribi un pol·linitzador, que caurà a la seva trampa. És un insecte natiu d'Etiòpia, Kenya, Tanzània, Malawi, Uganda i Somàlia.